# Опровержение лжеучений
Опровержение лжеучений, Опровержение сект (арм. Եղծ աղանդոց) — выдающийся памятник античной армянской литературы, созданный к середине V века.
Единственный сохранившийся труд Езника Кохбаци, написан в середине 440-х гг. Книга Кохбаци — полемическое сочинение, отражает идеологическую палитру Древней Армении и Ближнего Востока, противоборство христианства и язычества. Основная цель «Книги опровержений» — философское обоснование христианства и опровержение языческих, нехристианских вероучений. Труд относится к патристике, является ценным памятником армянской философской и социально-политической мысли, содержит ценную информацию об армянском язычестве, иранском дуализме, греческой философии и маркионитской ереси. Кохбаци подвергает резкой критике языческие верования и суеверия, дает научное объяснение ряду естественно-природных явлений, отвергает идею судьбы, проповедует потребность борьбы добра против зла. Труд отражал идею борьбы армянского народа против Сасанидского ига и религиозных угнетений, подготовлял идеологическую основу перед Вардановским движением и Аварайрской битвой. Имеет высокую художественную ценность, одно из лучших произведений на древнеармянском языке.
Оригинал сохранился в единственном рукописном экземпляре 1280 года. Впервые издан в 1762 в Измире Г. Наляном, второе издание вышло в 1826 в Венеции А. Багратуни. Переведен и издан на французском (Париж, 1853 и 1959), немецком (Вена, 1900, Мюнхен, 1927), русском (Ереван, 1968) языках. Последнее издание вышло в Ереване в 2008 году.